# Vica, Hunedoara
Vica este un sat în comuna Gurasada din județul Hunedoara, Transilvania, România.

## Lăcașuri de cult

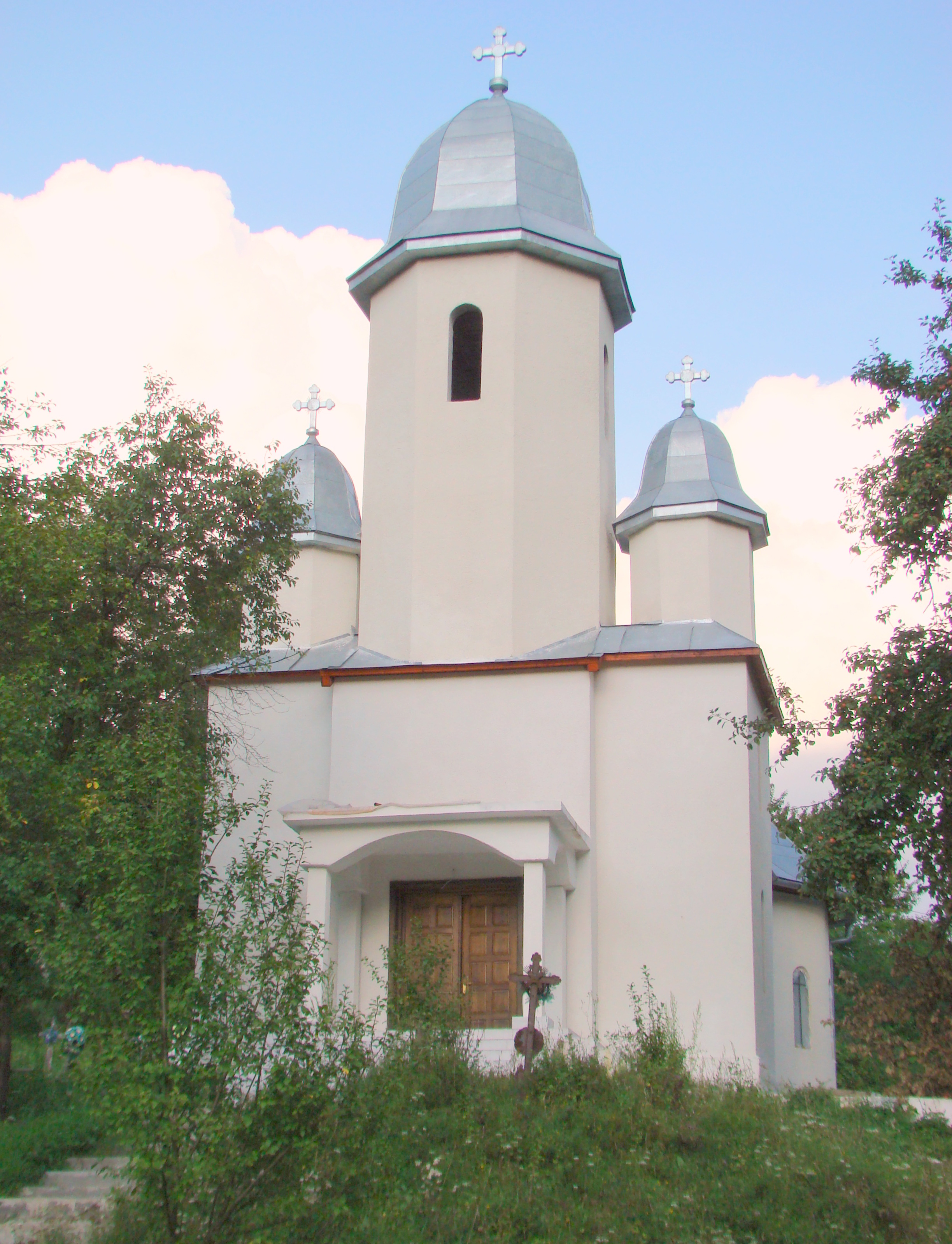
Biserica „Sfântul Prooroc Ilie Tesviteanul”

Biserica „Sfântul Prooroc Ilie Tesviteanul” a fost construită între anii 1993 și 2010, după planurile arhitectului Alexandru Rugescu din Deva, din inițiativa preotului Ovidiu Stretean. Este un lăcaș de cult de plan dreptunghiular, cu absida semicirculară ușor decroșată; nava este prevăzută cu două absidiole laterale, de aceeași formă. Deasupra unicei intrări apusene a fost elevată o clopotniță octogonală zveltă, flancată de două turnulețe laterale similare. Biserica, acoperită integral cu tablă, a luat locul unei străvechi ctitorii de lemn, distrusă în anul 1992, într-un incendiu accidental; pe baza dimensiunilor reduse și a planimetriei (un dreptunghi, cu terminațiile altarului și ale pronaosului nedecroșate, poligonale cu trei laturi) a fost datată în secolul al XVII-lea.